# Carlo Gesualdo
Carlo Gesualdo (Venosa, Potenza, 8 de març de 1566 - Avellino, 8 de setembre de 1613), príncep de Venosa i comte de Conza, fou un compositor italià, una de les figures més significatives del Renaixement.

## Vida
No hi ha certesa ni de la data ni del lloc de naixement (se suposa que va ser a Nàpols o a Venosa, el principat del qual pertanyia a la seva família des de 1560). Era el segon fill de Fabrizio Gesualdo, nascut al si d'una família aristocràtica estretament relacionada amb l'Església, era nebot de l'arquebisbe de Nàpols Alfonso Gesualdo i de sant Carles Borromeu; també era renebot del papa Pius IV. Quan va morir el seu germà més gran va heretar els títols i drets dinàstics de la família.
Va començar els estudis musicals a l'acadèmia fundada pel seu pare i freqüentada per importants músics. Va rebre a edat molt primerenca classes de llaüt i composició: probablement el seu mestre va ser Pomponio Nenna.
El 1586 es va casar amb la seva cosina Maria d'Avalos, filla del duc de Pescara, però va ser sorpresa cometent adulteri i Gesualdo la va assassinar al costat del seu amant l'octubre de 1590. L'acarnissament i salvatgisme amb què va cometre el crim va convulsionar la societat de l'època. Aquest acte va fer que es retirés a la seva mansió a la ciutat de Gesualdo per escapar de la ira de les famílies dels assassinats.
El 1593 amb l'ajuda del seu oncle l'arquebisbe, va contreure matrimoni amb Elionor d'Este, filla del duc de Ferrara, però a causa de les infidelitats del compositor el matrimoni va fracassar. Va tenir dos fills, un per matrimoni, que van morir a edat molt primerenca; la mort del primer per ofegament, va ser imputada a Gesualdo i la mort del segon el 1600 el va afectar notablement, i això podria ser el punt de partida de la particular penitència que es va administrar.
Va considerar la mort dels seus fills com a càstig de la justícia divina i va viure turmentat fins al dia de la seva mort. Per expiar les seves culpes es va sotmetre a pràctiques masoquistes amb escenes de flagel·lació amb nois, per, segons ell, expulsar els dimonis. Després d'una d'aquestes sessions es va trobar Carlo Gesualdo mort i nu el 8 de setembre de 1613. Segons algunes fonts, la seva mort va ser voluntària, però d'altres indiquen que podria haver estat assassinat per algun dels joves amb qui es flagel·lava.

## Obres

### Madrigals
- 6 llibres de madrigals, a cinc veus (1594-1611).
- Un llibre de madrigals a sis veus, pòstum (1626).

### Música sagrada
- 2 llibres de Sacrae cantiones, cinc a set veus (1603).
- Responsoris de tenebres per a Setmana Santa.
- 4 motets a Maria.

## Literatura
Les excel·lents relacions de la seva família amb l'Església van fer que la seva obra no sofrís cap mena de censura. Les seves composicions se surten dels cànons de l'època; Gesualdo no havia d'agradar a ningú, escrivia per a si mateix, el resultat va ser-ne una obra original, estranya i sorprenent en el Renaixement.
La seva obra està influïda pel caràcter nou de la música de Luzzasco Luzzaschi, que va conèixer a Ferrara i a qui va dedicar el 1594 el seu quart llibre de madrigals.